# ADXフローレンス刑務所
ADXフローレンス刑務所（ADXフローレンスけいむしょ）は、アメリカ合衆国コロラド州フレモント郡フローレンス市にある連邦刑務所の一つ。
「ADX」とは、Administrative Maximum（最高度管理）の略。

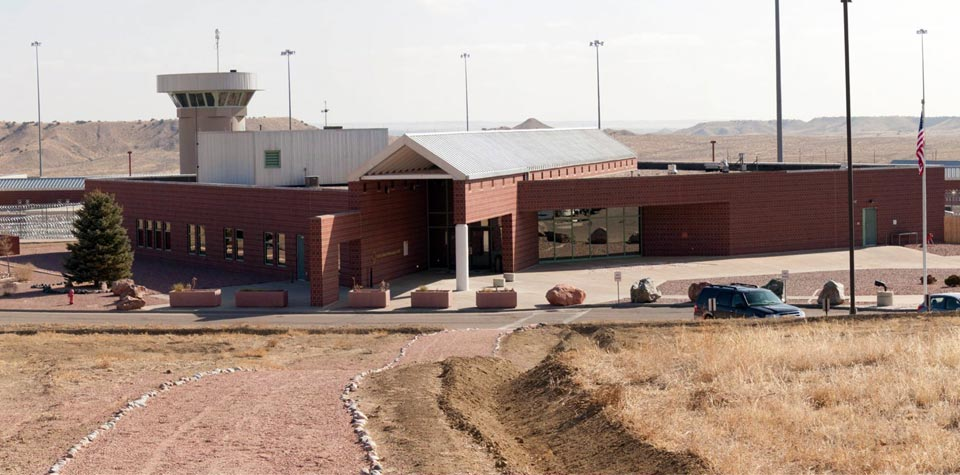
ADXフローレンス刑務所の外観。ADXはADministrative maXimum（最高管理）の略である。

独房内の様子

独房内の様子

## 概要
司法省管轄下の連邦刑務所局が管理している。フローレンス連邦複合矯正施設と呼ばれる4カ所の施設のうちの一つであり、「ロッキー山脈のアルカトラズ島」と呼ばれるアメリカでも警備レベルが最も高い「スーパーマックス」刑務所の一つ。コロラド州の州都であるデンバーからは180キロメートル離れている。1994年の完成以来、脱獄に成功した囚人はいない。収容されている受刑者は各地の刑務所で他の受刑者や看守を殺害した者の割合が最も多いが、国内外のテロリスト、マフィアのボスやスパイ行為をした者なども収容されている。
囚人は1日のうち23時間を3.5メートル×2.0メートルの防音された自然光の入らない独房内で拘束されて過ごす。房外へ出られるのは、運動時間として与えられる1時間のみ（素行の良い囚人は携帯電話にて外部と連絡できる特典が付く）であるが、囚人同士が顔を合わせる機会はない。
面会施設はあるが、面会できるのは近親者や弁護士、ボーイフレンドやガールフレンドに限られ、強化ガラス越しに電話で会話することができるのみである。やり取りされる手紙や電話の内容は全て監視される。受刑者は全員男性であり、ほとんどが終身刑で服役している。
収容者の更生や矯正は全く考慮されておらず、矯正プログラムは皆無。娯楽も収監態度の良い受刑者にはテレビが与えられるが、鑑賞が可能な番組は刑務所内で放映される宗教的なプログラムや教育的なもののみであり、外部の放送を受信することはできない。これさえ受けられない者は、独房内でただ時間が過ぎるのを待つだけである。したがって刑務所内では精神疾患や生活習慣病を患うものが少なくないが、治療する施設もないために放置され、刑務所内での自殺や自殺未遂がしばしば発生している。
一例を挙げると、収監されていたホセ・マーティン・ベガが、収監中に精神疾患にかかったが十分な治療が施されなかったためにホセが収監中に自殺したとして、2012年5月にホセの家族がコロラド州連邦地方裁判所に訴訟を起こしている。

## 設立の経緯
1983年10月22日にとある連邦刑務所を管理する刑務官がプリズンギャングであるアーリアン・ブラザーフッドの構成員に相次いで同じ所内で刺殺される事案が発生し、連邦刑務所の管理体制に疑義が示されることとなった。当時の連邦刑務所局長であるノーマン・カールソンは、刑務所内で他の囚人や刑務官を殺害することを全く躊躇わない非常に危険な囚人が存在し、彼らを完全に隔離して厳しく管理する新しいタイプの刑務所を建設することを主張した。
1990年にフローレンス市が連邦政府に建設用地を寄付し、1994年12月に6000万ドルの費用をかけて建設された。

## 議論
収容されている囚人に対する厳しい管理体制は国内外の人権団体等から非難を受けており、元所長のロバート・フッドもこの刑務所が人道を重視していないことを認めている。2012年には11人の囚人が慢性的な虐待及び深刻な精神疾患を発症した恐れのある囚人に対する診断の機会が与えられていないとして連邦刑務所局に対し裁判を起こしている。また、2021年にはウィキリークスの創設者であるジュリアン・アサンジに対する米国からの引き渡し要請を、イギリスの裁判官がこの刑務所に収監された場合自殺の恐れがあるとの理由で拒否したこともある（最終的にはイギリス政府が米国への引き渡しを承認した）。

## 著名な収容者
- 菊村憂 - 日本赤軍のテロリスト。爆発物の州間輸送、旅券法違反などで懲役262ヶ月（21年9月）。2007年4月まで服役。出所後は日本へ強制送還。
- ラムジ・ユセフ - 世界貿易センタービル爆破事件の犯人。仮釈放なしの終身刑2回＋懲役240年。
- セオドア・カジンスキー - ユナボマー。仮釈放なしの終身刑8回。のちにノースカロライナ州のバットナー連邦医療刑務所に移送され、そこで死亡（2023年）。
- ホアキン・グスマン - シナロア・カルテル最高幹部。仮釈放なしの終身刑＋懲役30年。
- リチャード・リード（英語版） - アメリカン航空63便爆破未遂事件の犯人。仮釈放なしの終身刑3回＋懲役110年。
- ザカリアス・ムサウイ - アメリカ同時多発テロ事件の首謀者。仮釈放なしの終身刑6回。
- マムドゥーハ・マフムード・サリム（英語版） - アメリカ大使館爆破事件の実行犯。仮釈放なしの終身刑。
- ウマル・ファルーク・アブドゥルムタラブ（英語版） - デルタ航空機爆破テロ未遂事件の犯人。仮釈放なしの終身刑4回＋懲役50年。
- テリー・ニコルズ（英語版） - オクラホマシティ連邦政府ビル爆破事件の犯人。仮釈放なしの終身刑161回。
- ジョハル・ツァルナエフ（英語版） - ボストンマラソン爆弾テロ事件の犯人。死刑。
- ハロルド・ジェームズ・ニコルソン - 元アメリカ中央情報局（CIA）幹部。二重スパイ。懲役23年7か月。2023年11月まで服役。
- ロバート・ハンセン (スパイ)（英語版） - 元アメリカ連邦捜査局(FBI)捜査官。「FBIが史上最悪と認めるスパイ事件の犯人」とされる。仮釈放なしの終身刑15回。2023年6月死去。
- ファイサル・シャフザド（英語版）